# Chmeľov
Chmeľov (allemand : Kreuz) est un village de Slovaquie situé dans la région de Prešov.

## Histoire
Première mention écrite du village en 1212.

## Démographie

### Évolution de la population
| Année:               | 1994. | 2004.   | 2014.   | 2024.   |
| -------------------- | ----- | ------- | ------- | ------- |
| Nombre de personnes: | 854   | 912     | 984     | 1076    |
| Différence:          |       | +6,79 % | +7,89 % | +9,34 % |

| Année:               | 2023. | 2024.   |
| -------------------- | ----- | ------- |
| Nombre de personnes: | 1078  | 1076    |
| Différence:          |       | -0,18 % |